# Masenkó-Mavi Viktor
Masenkó-Mavi Viktor, helyenként Masenko-Mavi Viktor, Masenkó Viktor vagy Mavi Viktor (Akli, 1950. július 11. – 2019. március 21.) magyar jogtudós, főiskolai tanár, emberi jogi bíró.

## Kutatási területe
Az emberi jogok nemzetközi oltalma.

## Életpályája
Kárpátalján, Akliban született 1950-ben. Kijevben folytatott egyetemi tanulmányait. Jogi diplomát szerzett. Magyarországra költözése után előbb az Országgyűlési Könyvtárban, majd 1983-tól az MTA Állam- és Jogtudományi Intézetében dolgozott. 

1999-től tanszékvezető főiskolai tanár volt illetve több felsőoktatási intézményben oktatott. Nemzetközileg elismert emberi jogi szakértő volt, akinek szakértelmét az Európa Tanácsnál is igénybe vették. 1996. márciusától 2003. december 31-ig az Európa Tanács Kamarájának bírájaként Bosznia-Hercegovinában részt vett az emberi jogi bíráskodásban. 

Számos emberi jogi témájú publikációja jelent meg.

2013-ban ment nyugdíjba.

## Művei
- Mavi  Viktor:  Szolidaritási  jogok  vagy  az  emberi  jogok  harmadik  nemzedéke?  (Állam- és Jogtudomány, 1987-88. No. 1-2. 168-169. old.)
- Masenko-Mavi, Viktor és Frank, Tímea és Sulyok, Gábor (2007): A délszláv konfliktus egyes nemzetközi jogi problémái = Certain problems of the Yugoslav conflict in International Law. Munkabeszámoló. OTKA.
- Mavi Viktor: Az Európa Tanács és az emberi jogok nemzetközi védelme. (Jogtudományi Közlöny, 1990, 7-8. sz. 264. és köv. old.)
- Viktor Mavi: The Challenges to Human Rights Theory: the Third Generation of Human Rights, Questions of International Law vol. 5. (ed. H. Bokor-Szegő), Budapest, Akadémiai Kiadó
- Mavi Viktor (szerk.): The European Charter for Regional and Minority Language. Az Európa Tanács emberi jogi dokumentumai. (KJK, Bp., 1996, 159–181. old.)
- Masenkó-Mavi Viktor: Emberi jogok: merre tovább? A további előrelépés lehetőségei, kihívásai és veszélyei. Acta Humana, 2008/3. 3-21. old.
- Masenkó-Mavi Viktor: A mérlegelési hatalom problematikája az emberi jogok terén. Acta Humana 2008/1-2. 5-13. o.
- Bokorné Szegő Hanna, Herczegh Géza, Mavi Viktor, Nagy Boldizsár: Az államok nemzetközi közösségének változása és a nemzetközi jog. (Jogtudományi Értekezések. Akadémiai Kiadó, Budapest, 1993, 145. old. ISBN 963-05-6596-X
- Masenkó-Mavi Viktor: Terrorizmus, nemzetközi jog és emberi jogok: Az algériaiak esete Boszniában (ÁJT, 2003/1-2., 95-108. o.)
- Masenkó-Mavi  Viktor – Szalontai László:  A nanotechnológia  erkölcsi  és  etikai  kérdéseiről.

## Díjai, elismerései
- 1987 az állam- és jogtudományok kandidátusa (Masenkó Viktor néven)
- Magas állami kitüntetés Bosznia-Hercegovinában